# 中国科学院精密测量科学与技术创新研究院
中国科学院精密测量科学与技术创新研究院是中华人民共和国的一所研究机构，由中国科学院武汉物理与数学研究所和中国科学院测量与地球物理研究所共同承建。2017年10月获批筹建，2019年揭牌。